# Campeonato Panamericano de Hockey sobre Patines
El Campeonato Panamericano de Hockey sobre Patines es una competencia de Hockey sobre patines entre las selecciones nacionales de todo el continente americano. Se realiza cada dos años y es organizado por la CPRS.
Tradicionalmente se disputaba dentro de los Juegos Panamericanos (JJ.PP.), si bien cuando esta disciplina no formaba parte de los Juegos, el campeonato se disputaba dentro del Campeonato Panamericano de Patinaje (C.P.P.).
El Hockey sobre patines formó parte de cuatro ediciones de los Juegos Panamericanos: en 1979, 1987, 1991 y 1995. Al quedar fuera del programa de los Juegos de 1983, se integró ese año dentro de la segunda edición Campeonato Panamericano de Patinaje, volviendo a formar parte del mismo en las posteriores ediciones que se fueron celebrando en 1993, 2005 y 2011. En estas dos últimas ediciones el campeonato se disputó también en categoría femenina.
A partir de 2011 se dejaron de celebrar competiciones conjuntas panamericanas con las distintas modalidades del patinaje, pasando cada una de ellas a organizar sus propios campeonatos. Las convulsas relaciones entre las federaciones sudamericanas, unidas a los conflictos internos de varias de ellas y a las dificultades económicas, fueron retrasando la implantación de un campeonato específico de hockey sobre patines a nivel panamericano. Se programó una primera edición en Colombia en 2016 que resultó suspendida por falta de interés en participar de varias selecciones. Se programó nuevamente en 2017 un campeonato de selecciones que debía disputarse en Brasil a la conclusión del campeonato de clubes, pero únicamente comparecieron las selecciones argentina y brasileña, disputando un único partido con el nombre de Copa de la Amistad.
Finalmente en 2018 se consiguió poner en marcha el primer Campeonato Panamericano de Hockey sobre Patines (C.P.H.), gracias a que la nueva normativa de los campeonatos del mundo, que se disputan dentro de los Juegos Mundiales de Patinaje, solamente permite participar a aquellas selecciones que obtengan su clasificación en sus respectivos campeonatos continentales. La segunda edición debía haberse celebrado en 2020 pero tuvo que suspenderse a causa de la pandemia del Covid-19, retrasándose hasta el año siguiente y disputándose finalmente a finales de 2021 en Estados Unidos, aunque con la participación de muy pocas selecciones.

## Campeonatos masculinos
Resultados
| Año  | Marco      | Sede          | Equipos | Oro       | Resultado | Plata    | Bronce    | Resultado | Cuarto   |
| ---- | ---------- | ------------- | ------- | --------- | --------- | -------- | --------- | --------- | -------- |
| 1979 | VII JJ.PP. | San Juan      | 5       | Argentina | Liga      | Brasil   | Chile     | Liga      | EE. UU.  |
| 1983 | II C.P.P.  | Sertaozinho   | 4       | Brasil    | Liga      | EE. UU.  | Argentina | Liga      | Chile    |
| 1987 | X JJ.PP.   | Indianápolis  | 5       | Argentina | 4:3       | EE. UU.  | Brasil    | 6:1       | Colombia |
| 1991 | XI JJ.PP.  | La Habana     | 6       | Argentina | Liga      | Brasil   | EE. UU.   | Liga      | Chile    |
| 1993 | III C.P.P. | La Habana     | 6       | Argentina | Liga      | EE. UU.  | Brasil    | Liga      | Colombia |
| 1995 | XII JJ.PP. | Mar del Plata | 5       | Argentina | Liga      | Brasil   | Colombia  | Liga      | EE. UU.  |
| 2005 | IV C.P.P.  | Mar del Plata | 6       | Argentina | Liga      | Chile    | Colombia  | Liga      | EE. UU.  |
| 2011 | V C.P.P.   | Rosario       | 4       | Argentina | 3:2       | Chile    | Colombia  | 5:4       | Uruguay  |
| 2018 | I C.P.H.   | Bogotá        | 7       | Argentina | 2:1       | Chile    | Colombia  | 7:2       | Brasil   |
| 2021 | II C.P.H.  | Stuart        | 3       | Chile     | 4:2       | Colombia | México    | -         | ---      |
| 2024 | III C.P.H. | Bogotá        | 6       | Argentina | 3:2       | Chile    | EE. UU.   | 3:2       | Colombia |

Palmarés
| Equipo             | 1979           | 1983 | 1987 | 1991 | 1993 | 1995 | 2005 | 2011 | 2018 | 2021 | 2024 |   |
| ------------------ | -------------- | ---- | ---- | ---- | ---- | ---- | ---- | ---- | ---- | ---- | ---- | - |
| Equipo             | Argentina (10) | 1    | 3    | 1    | 1    | 1    | 1    | 1    | 1    | 1    | -    | 1 |
| Brasil (8)         | 2              | 1    | 3    | 2    | 3    | 2    | -    | -    | 4    | -    | 5    |   |
| Canadá (1)         | -              | -    | -    | -    | -    | 5    | -    | -    | -    | -    | -    |   |
| Chile (8)          | 3              | 4    | -    | 4    | -    | -    | 2    | 2    | 2    | 1    | 2    |   |
| Colombia (9)       | -              | -    | 4    | 5    | 4    | 3    | 3    | 3    | 3    | 2    | 4    |   |
| Cuba (2)           | -              | -    | -    | 6    | 5    | -    | -    | -    | -    | -    | -    |   |
| Estados Unidos (9) | 4              | 2    | 2    | 3    | 2    | 4    | 4    | -    | 5    | -    | 3    |   |
| México (5)         | -              | -    | -    | -    | 6    | -    | 6    | -    | 7    | 3    | 6    |   |
| Puerto Rico (2)    | 5              | -    | 5    | -    | -    | -    | -    | -    | -    | -    | -    |   |
| Uruguay (3)        | -              | -    | -    | -    | -    | -    | 5    | 4    | 6    | -    | -    |   |

## Campeonatos femeninos
Historial
| Año  | Marco      | Sede          | Equipos | Oro       | Resultado | Plata    | Bronce   | Resultado | Cuarto  |
| ---- | ---------- | ------------- | ------- | --------- | --------- | -------- | -------- | --------- | ------- |
| 2005 | IV C.P.P.  | Mar del Plata | 4       | Argentina | Liga      | Chile    | México   | Liga      | Uruguay |
| 2011 | V C.P.P.   | Rosario       | 2       | Chile     | 10:1      | Uruguay  | ---      | ---       | ---     |
| 2018 | I C.P.H.   | Bogotá        | 5       | Argentina | 1:0       | Chile    | Colombia | 3:1       | Brasil  |
| 2021 | II C.P.H.  | Stuart        | 3       | Chile     | 5:0       | Colombia | EE. UU.  | ---       | ---     |
| 2024 | III C.P.H. | Bogotá        | 6       | Argentina | 1:0       | Chile    | Colombia | 3:1       | Brasil  |

Palmarés
| Equipo             | 2005          | 2011 | 2018 | 2021 | 2024 |   |
| ------------------ | ------------- | ---- | ---- | ---- | ---- | - |
| Equipo             | Argentina (3) | 1    | -    | 1    | -    | 1 |
| Brasil (2)         | -             | -    | 4    | -    | 4    |   |
| Chile (5)          | 2             | 1    | 2    | 1    | 2    |   |
| Colombia (3)       | -             | -    | 3    | 2    | 3    |   |
| Estados Unidos (2) | -             | -    | -    | 3    | 6    |   |
| México (3)         | 3             | -    | 5    | -    | 5    |   |
| Uruguay (2)        | 4             | 2    | -    | -    | -    |   |